# Národní park Me'arot Samach
Národní park Me'arot Samach (hebrejsky: גן לאומי מערות סמך, Gan le'umi Me'arot Samach) je národní park v Izraeli, v Jižním distriktu.

## Geografie
Leží v nadmořské výšce přes 200 metrů v pahorkatině Šefela, která tvoří přechod mezi Judskými horami a pobřežní nížinou. Park se nachází cca 8 kilometrů jihovýchodně od města Kirjat Gat a 2,5 kilometru jihozápadně od vesnice Lachiš. Protéká jím vádí Nachal No'am, na jižním okraji pak vádí Nachal Šalva.

## Popis parku
Národní park má rozlohu cca 1000 dunamů (1 kilometr čtvereční). Byl vyhlášen roku 2003. Nachází se tu komplex jeskyň zasazený do původní krajiny.